# Cité internationale des arts
Pour les articles homonymes, voir Cité des arts.
La Cité internationale des arts, fondation reconnue d'utilité publique, est une résidence d'artistes située à Paris (France), ayant pour mission de favoriser le travail de recherche et de création d’artistes contemporains internationaux dans toutes les disciplines : arts visuels, musique, spectacle vivant, architecture ou encore écriture.
Inaugurée en 1965, celle-ci possède 326 ateliers-logements, répartis sur deux sites, l'un situé dans le Marais et l'autre à Montmartre, qui accueillent chaque année environ 1000 artistes, ce qui en fait en volume la plus grande résidence d’artistes au monde.

## Histoire et administration

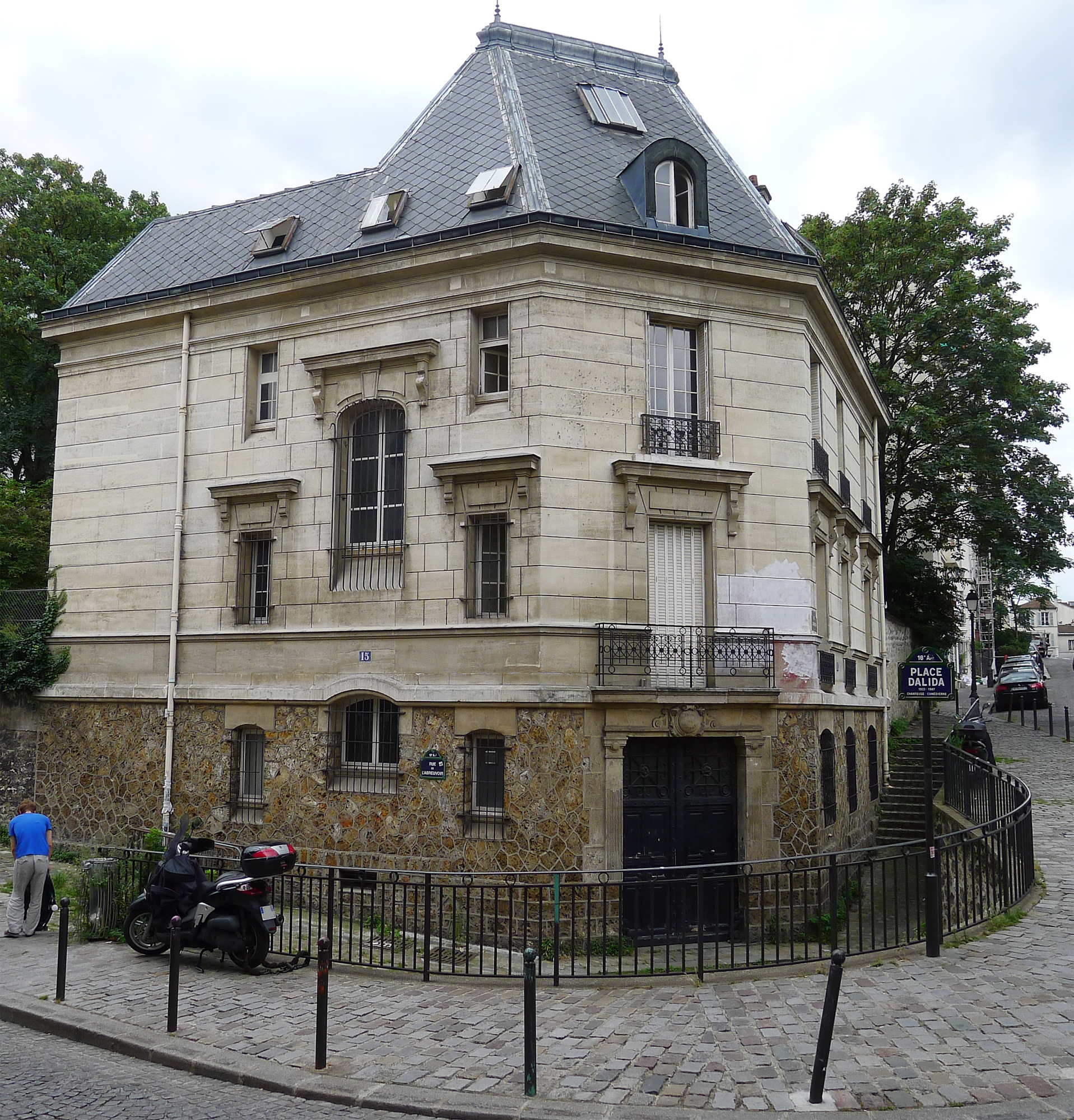
Le site de Montmartre, situé no 16 rue Girardon.

### Histoire
Le projet d'une Cité internationale des arts est initialement une idée franco-scandinave proposée par l'artiste finlandais Eero Snellman (en) (1890–1951) lors d'un discours prononcé lors de l'Exposition universelle de 1937. Il faudra attendre la fin de la Seconde Guerre mondiale pour que cette idée soit reprise par son couple fondateur, Félix Brunau et son épouse Simone Brunau, animés par le désir d'ouvrir Paris aux artistes du monde entier.
Félix Brunau (1901-1990), ancien élève de l'École nationale des beaux-arts, nommé  architecte en chef des bâtiments civils et des palais nationaux est une grande figure de la résistance dans la ville du Havre. Il rencontre Simone Brunau (née Menu, 1926-2021), également résistante, après la guerre. Cette rencontre sera décisive pour la création de la Cité Internationale des Arts.
Celle-ci prend la forme d'une association créée en 1947 qui va bénéficier du soutien du ministère de la Culture et du ministère des Affaires étrangères ainsi que de l'Académie des beaux-arts et de la Ville de Paris. Elle aura son premier siège au ministère de la Culture rue de Valois avant de s'établir 18 rue de l'Hôtel-de-Ville dans le 4e arrondissement, la Ville de Paris ayant concédé un bail emphytéotique pour la construction d'un ensemble d'ateliers-logements. Le terrain mis à disposition est celui de l'îlot 16, détruit en 1942 sous le régime de Vichy.
L'ensemble du Marais a été l'œuvre des architectes Paul Tournon, Olivier-Clément Cacoub, et Ngo Viet Thu, lauréats du Prix de Rome en 1911, 1953 et 1955. Celle-ci est inaugurée en 1965.

### Administration
Pendant près d'un demi-siècle les époux Brunau vont animer et développer la Cité internationale des arts.
Félix Brunau en est le premier président et le reste jusqu'à sa mort en 1990. Simone Brunau, fut secrétaire générale de la Cité Internationale de 1959 à 1990, présidente de 1990 à 2007 et présidente d’honneur de 2007 à sa mort. Son œuvre a été très largement reconnue. Elle fut commandeur de la Légion d’honneur, grand officier de l’ordre national du Mérite, chevalier des Arts et des lettres, médaille grand vermeil de la Ville de Paris, officier de la Rose blanche de Finlande, officier du mérite de la République d’Autriche, médaille d’or de Pouchkine (Russie), citoyenne d’honneur de la ville de Skopje (Macédoine), Honorary Fellow du Royal Collège de Londres, docteur honoris causa des universités de Xi'an (Chine), de Hangzhou (Chine) et de Sophia (Bulgarie), commandeur de l’ordre des saints Cyrille et Méthode de Bulgarie.
Depuis 2016, Bénédicte Alliot est directrice générale de la Cité internationale des arts,.

## Description
La Cité internationale des arts propose des ateliers de résidence (désignés comme « ateliers-logements », conçus pour le travail et l'habitation) situés sur deux sites principaux. L'un, situé dans le Marais — 18 rue de l'Hôtel-de-Ville, en face de l'île Saint-Louis — comprend le premier bâtiment de 1965 ainsi que des bâtiments dont la rénovation s'est terminée en 1995, tandis que le second se situe sur la butte Montmartre, au 16 rue Girardon,.
Ses programmes de résidence s'adressent aux artistes français et étrangers désireux de travailler à Paris. La Fondation a reçu plus de 35 000 artistes depuis sa création. Elle peut accueillir des manifestations organisées avec les artistes en résidence ou des structures partenaires et non partenaires de la Fondation.
Elle possède également 8 studios de répétition ouverts à toutes les disciplines : musique, danse, performance, théâtre, ainsi qu'un auditorium doté d’un orgue et d’un piano Bösendorfer ½ queue. Des ateliers collectifs de gravure, de sérigraphie et de céramique sont en outre réservés aux artistes professionnels.
Les 326 ateliers-logements réunis sous son toit sont soutenus par une pluralité de partenaires. On en compte 135 au total : des états étrangers, des institutions internationales, des associations, ainsi que des acteurs publics et privés. Chaque résidence est conçue sur mesure, et l’ensemble compose une sorte de micro Nations unies discrètement installée au cœur de Paris.
Bénédicte Alliot, directrice depuis 2016, affirme : « Une telle diversité de partenaires nous garantit une vraie liberté, c’est une économie très intéressante, même si on n’est pas l’abri d’entrer dans des périodes plus difficiles. »
Avant tout lieu de vie et de travail, la Cité ouvre cependant ses portes tous les mercredis soir, ce qui permet de rendre visite dans leurs ateliers aux plus de 300 artistes — toutes disciplines confondues — qui y séjournent simultanément. Natasa Petresin-Bachelez, en charge de la programmation culturelle, y organise également des expositions.
De nombreux artistes en exil — plasticiens, cinéastes, musiciens venus de Jordanie, d’Ukraine, d’Afghanistan, du Liban, de Biélorussie ou de Palestine — sont également accueillis dans le cadre de programmes soutenus conjointement par le ministère de la Culture, la Ville de Paris ou des associations comme France terre d'asile. D’autres artistes, dans des situations moins urgentes et dénommés les « artistes empêchés », viennent simplement y reprendre leur souffle avant de retourner dans leur pays et « bénéficient de dispositifs d’accueil plus longs le temps de faire les démarches de droit d’asile » précise Bénédicte Alliot.

## Expositions
L’autre objectif de la Fondation est de diffuser la création contemporaine au grand public, ce pourquoi elle met en œuvre une programmation culturelle pluridisciplinaire ouverte à toutes et tous. Trois expositions collectives sont ainsi présentées chaque année dans la Galerie de la Cité internationale des arts. Mettant en valeur les créations de ses résidents, elles tissent un lien entre des artistes, qui sont, seront ou ont été en résidence à la Cité internationale des arts.
Elle organise également des temps de rencontre entre le public et les artistes, à travers des ateliers « portes-ouvertes ».
Jusqu'en 2023, la Cité internationale des arts présentait ponctuellement des expositions temporaires extérieures. Elle a ainsi présenté en 2013 l'exposition temporaire The Parisianer (du 20 au 23 décembre 2013). En 2014-2015, la Cité internationale des arts est partenaire de la Fête du Graphisme et y accueille les expositions principales dans sa Galerie d'exposition. A l'été 2018 s'est tenue l'exposition Pop Music 1967-2017, présentant une rétrospective sur les artistes les plus influents ayant illustré des albums mythiques.
Déjà citée plus haut, Natasa Petresin-Bachelez, en charge de la programmation culturelle, y organise également des expositions.

## Artistes ayant séjourné à la Cité
- Louise Bourgeois, artiste plasticienne
- Lygia Clark, artiste plasticienne
- Serge Gainsbourg[17], auteur-compositeur-interprète
- Joan Jonas, cinéaste
- Jagoda Buic, artiste textile
- Vadim Kozovoï, poète et traducteur russe
- Carlos Braché (1938-), artiste peintre péruvien
- Anne Queffélec, pianiste
- ORLAN, artiste plasticienne
- Béatrice Casadesus, peintre et sculptrice
- Carrie Mae Weems, photographe
- Kimsooja, artiste conceptuelle
- Peter Gnass, sculpteur
- Tatiana Trouvé, artiste
- Zanele Muholi, photographe
- Grégory Chatonsky, artiste visuel
- Ishola Akpo , photographe et artiste multimédia
- Douraïd Souissi, photographe (résident en 2016)
- Hicham Berrada, artiste
- Juan Gugger[18], plasticien
- Emma Daumas, chanteuse - compositrice
- Laurent Derobert, mathématicien et artiste
- Fann Attiki, écrivain (résident 2024)